# Гонвил
Гонвил (фр. Gonneville) насеље је и општина у северној Француској у региону Доња Нормандија, у департману Манш која припада префектури Шербур-Октевил.
По подацима из 2011. године у општини је живело 884 становника, а густина насељености је износила 57,55 становника/km². Општина се простире на површини од 15,36 km². Налази се на средњој надморској висини од 108 метара.

## Демографија
| 1962. | 1968. | 1975. | 1982. | 1990. | 1999. | 2011. |
| ----- | ----- | ----- | ----- | ----- | ----- | ----- |
| 507   | 527   | 489   | 654   | 773   | 853   | 884   |

График промене броја становника у току последњих година